# 横山和正
横山 和正（よこやま かずまさ、本名:英信、ひでのぶ。1958年1月20日 - 2018年5月26日）は、日本の空手家。沖縄小林流研心国際空手道館長。映画俳優。沖縄小林流空手道　七段

## 来歴
神奈川県川崎市出身。幼少の頃より剣道、柔道、空手道等の武道に親しみ、学生時代にはレスリング、ボクシングを学んだ。東京高校卒業。更に武道の修行のため当時通っていた国士舘大学を中退。台湾へと渡り、衛笑堂老師より八歩蟷螂拳などを学ぶ。帰国後空手の源流を求めて沖縄に渡り、沖縄小林流の門を叩く。その後、米国人空手家の招聘をうけ、指導員として渡米。数々の大会にて優勝を飾る。米国では「ブルース・リーの2倍速い」と噂され、いつしか「瞬撃手」との呼び名が付く。また、あまりの早さに動きが見えないため、「Invisible hands」とも称される。1988年に研心国際空手道を発足。1996年に米国AAU（アマチュア アスレチック ユニオン）のガルフ アソシエーションの会長に就任。
現在はテキサス州ヒューストンを拠点に道場を構え、日本へも赴いては門下生に稽古をつける日々を送る。またアメリカ空手事情や、現代の空手における数々の実践解説の記事などを雑誌などにも多く紹介し続けている。
2008年より米国配給の映画「Shadow Rises」に出演した事を期に、アクション俳優、兼アクションコーディネイターとしても活躍中。

### 年譜
- 1976年 - 台湾渡航。受験を控えた短時間の間に八歩蟷螂拳などを学ぶ。同年春、帰国し国士舘大学進学
- 1978年 - 台湾再渡航、半年滞在。帰国後、空手の源流を求め首里手小林流を学び始める。
- 1980年 - 沖縄に渡り、本場の沖縄小林流の門を叩く。仲里周五郎師範などに師事。
- 1981年 - 米国人空手家の招待を受け、サンフランシスコへ初渡米。指導員としての活動を始める
- 1985年 - テキサス州ヒューストン市に移住。
- 1988年 - 研心国際空手道発足。
- 1989年 - 武器術を扱った映像記録「武器術百科」（VHS）発売。
- 1996年 - 米国AAU（アマチュア　アスレチック　ユニオン）のガルフ アソシエーションの会長就任
- 2000年 - DVD「実戦ヌンチャクの技法」「実戦棒術技法」発売。
- 2006年 - DVD「ナイファンチを使う」発売
- 2007年 - DVD「ピンアン・実践型を使う」発売
- 2008年 - 米国映画「Shadow Rises」出演。
- 2008年 - 書籍「瞬撃手・横山和正の空手の原理原則」発売
- 2009年 - 出演映画二作目「Never say good-bye」上映
- 2009年 - 映画三作目「GREEN」にて主演出演。

## 解説・その他エピソード
- 2008年の映画出演は、元々出演が決まっていた中国人女優Yi Tianが「アクションが出来る知り合いはいないか」と撮影中に言われ横山を推薦した事から始まった。「少しだけなら」と受諾し撮影に臨んだ結果、「いつの間にやらシナリオが書き換わっていて、終わってみたら準主役のような状態になっていた」と本人が語るとおり、映画ポスターの半分以上の面積が辺りを睥睨する横山のバストショット、紙面下部にその他の俳優、という構図になっており、キャラクターの重要さが分かる結果となっている。
- 渡米した後は暫くアメリカのオープントーナメントに出場し、年間で76個のトロフィーを獲得した。

## 著作

### 映像
- 「武器術百科」（BAB出版、1989年、VHS）
- 「実戦ヌンチャクの技法」（BAB出版、2000年、DVD）
- 「実戦棒術技法」（BAB出版、2000年、DVD）
- 「ナイファンチを使う」（BAB出版、2006年、DVD）
- 「ピンアン・実践型を使う」（BAB出版、2007年、DVD）

### 書籍
- 「瞬撃手・横山和正の空手の原理原則」（BAB出版、2008年、書籍）

## 出演
- 「The Innocence Saga II Shadow Rises」（Ponderous、2008年）
- 「The Innocence Saga IV NEVER SAY GOODBYE」（Ponderous、2009年）
- 「Green」（Ponderous、2009年）